# Bún riêu cua

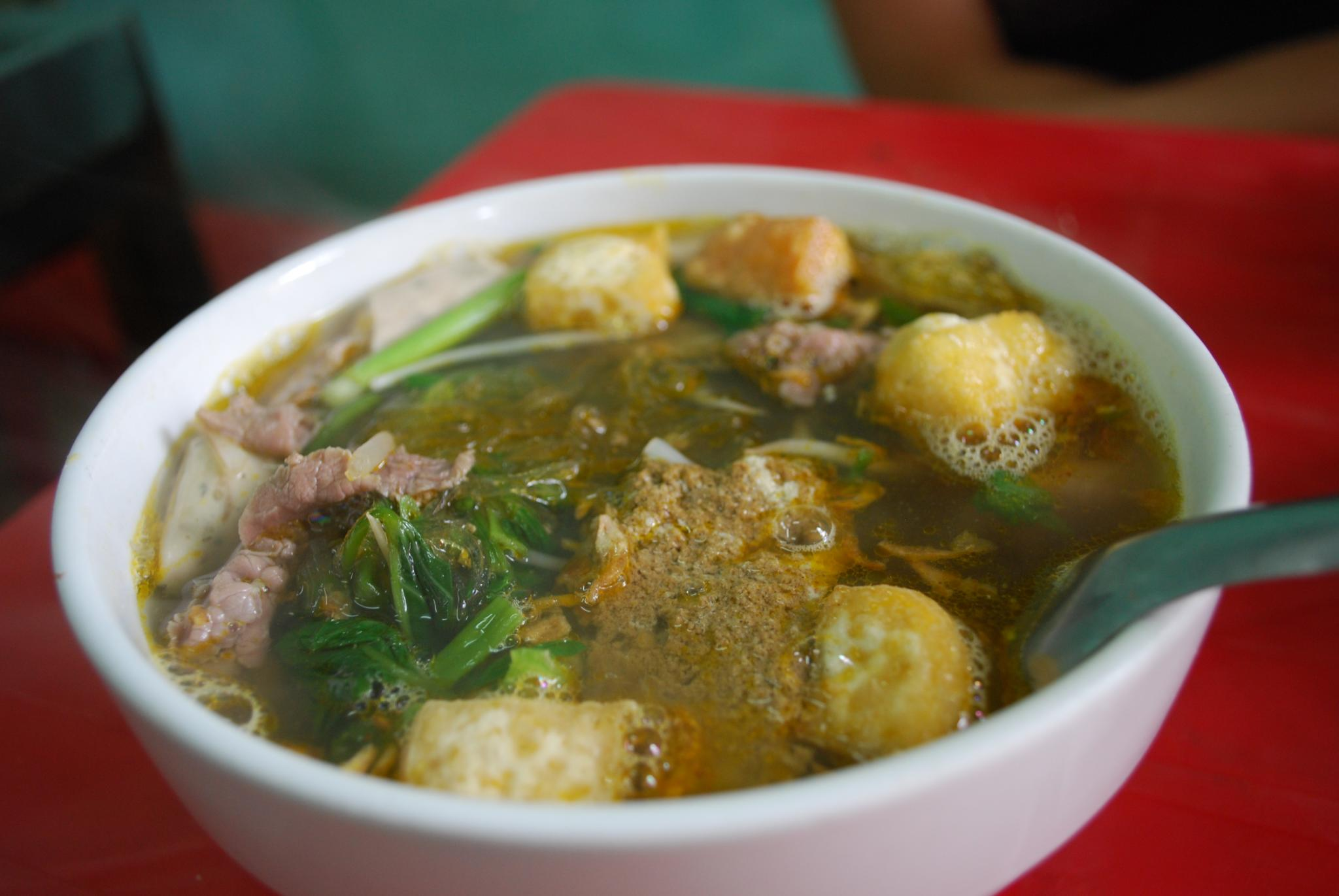
Một bát bún riêu cua thông thường

Bún riêu cua là một món ăn truyền thống Việt Nam, có nguồn gốc từ vùng đồng bằng sông Hồng của Việt Nam, được biết đến rộng rãi trong nước và quốc tế. Món ăn này gồm bún (bún rối hoặc bún lá) và 'riêu cua'. Riêu cua là canh chua được nấu từ gạch cua, thịt cua giã và lọc cùng với quả dọc, cà chua, mỡ nước, giấm bỗng, nước mắm, muối, hành hoa. Bún riêu thường thêm chút mắm tôm để tăng thêm vị đậm đà, thường ăn kèm với rau sống. Đây là món ăn có vị chua thanh, ăn vào mùa hè rất mát nên được người Việt rất ưa thích. Trên các đường phố của Việt Nam có rất nhiều hàng quán bán bún riêu.

## Nguyên liệu

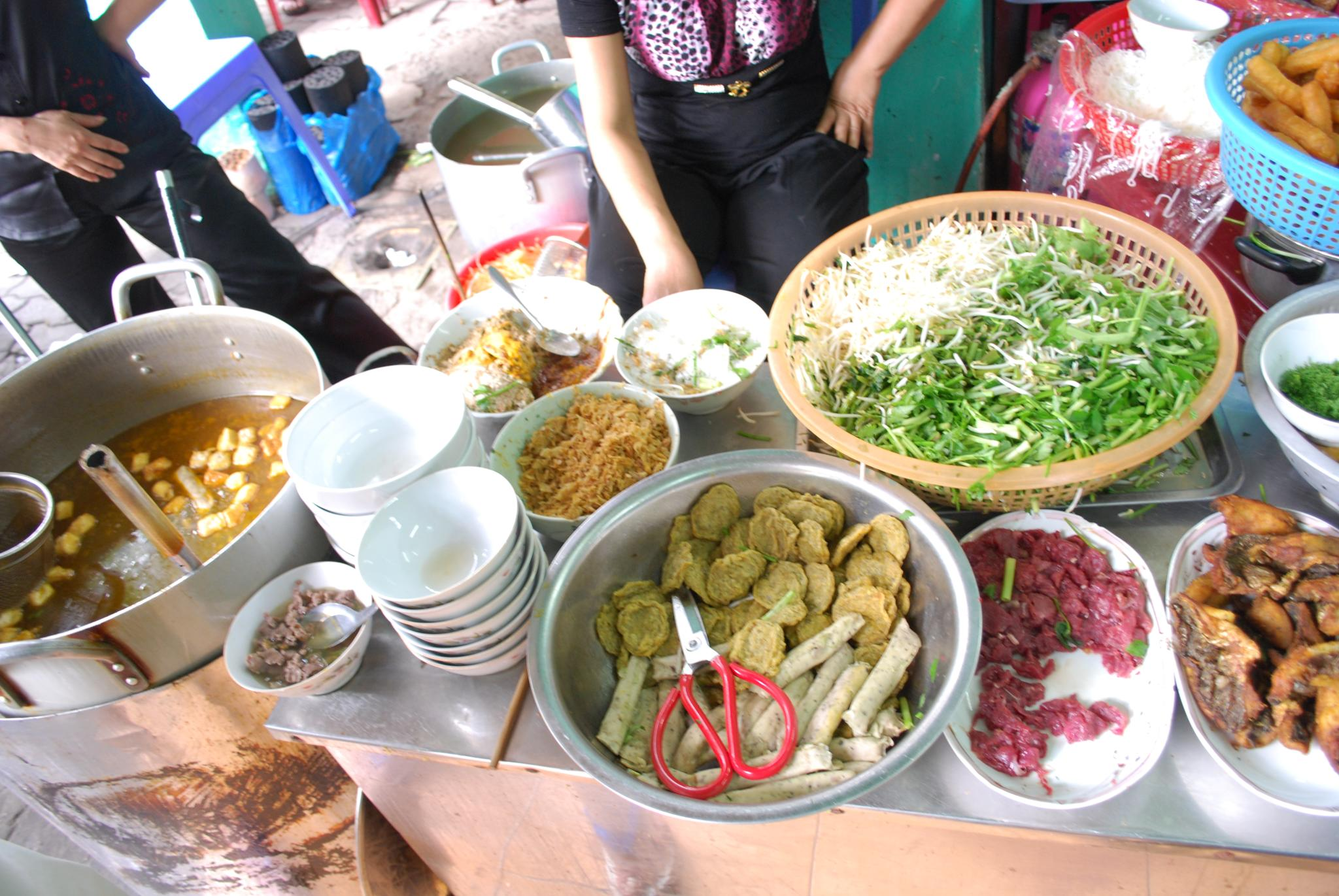
Nguyên liệu làm bún riêu cua

- Cua đồng (thịt cua giã nhuyễn và gạch cua);
- Cà chua;
- Chất tạo vị chua như quả dọc, khế, mẻ
- Hành khô, hành tươi;
- Đậu phụ
- Các loại rau sống: tía tô, kinh giới, hoa chuối, rau muống chẻ
- Giấm bỗng
- Mắm tôm
- Gia vị kèm thêm : chanh lát , tương ớt , ớt tươi

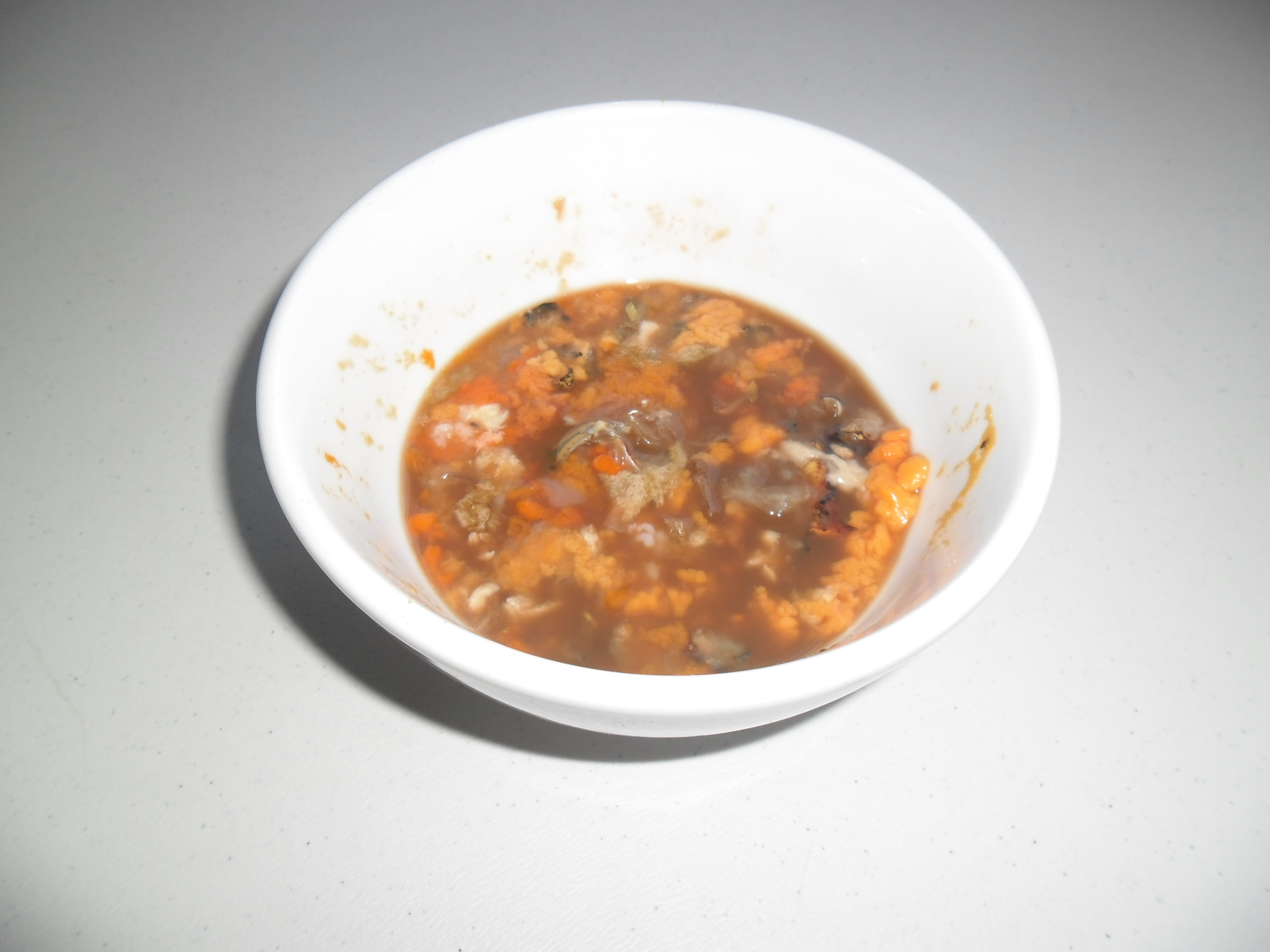
Gạch cua

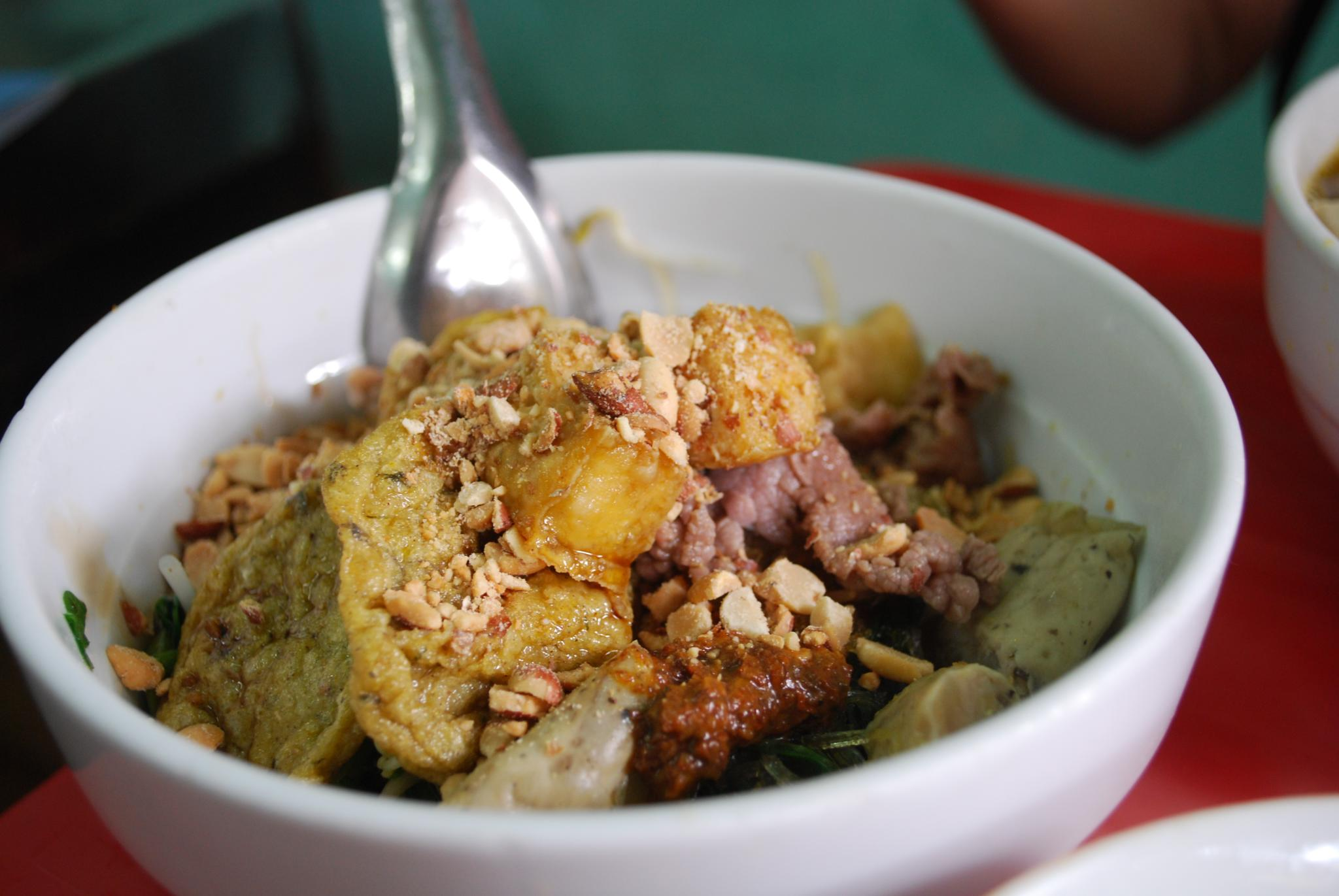
Bún riêu cua khô

## Bún riêu ốc
Bún riêu ốc là một món ăn đặc sản của vùng Đồng bằng sông Cửu Long, Việt Nam. Có thể nói đây là món ăn dân dã rẻ tiền nhưng không kém phần hấp dẫn nhờ mùi vị thơm ngon lạ miệng và kích thích vị giác.Tuỳ theo khẩu vị, chúng ta có thể cho thêm ít mắm tôm, chút tương ớt và vắt tí chanh vào tô bún lúc còn nóng. Cách nấu tương tự như bún riêu cua, riêng với phần ốc để tan đá xong rửa sạch với rượu và gừng cho khỏi tanh, để ráo nước. Phi dầu với hành tỏi cho thơm, cho tí xíu bột nghệ vào (rất ít, 1 gói ốc chỉ cho chừng 1 đầu muỗng cà phê khoảng 1/8 muỗng cà phê, cho nhiều sẽ bị hôi), sau đó trút ốc vào nhanh tay, nêm muối, đường chút chút cho có vị đậm đà rồi tắt bếp.